# Metro de Helsinki
El Metro de Helsinki (en finés Helsingin metro; en sueco Helsingfors metro) es el sistema de metro utilizado en la ciudad de Helsinki, y actualmente es el único sistema de metro en Finlandia. El sistema fue abierto al público en general el 2 de agosto de 1982, después de 27 años de planificación. Es el metro más septentrional del mundo, y al tiempo de su apertura fue también el metro más corto en el mundo. Es operado por Transporte de la Ciudad de Helsinki (HKL).
El sistema mantiene una sencilla línea ahorquillada con 17 estaciones, con una longitud total de 22,1 km. Sirve principalmente a los suburbios del este, pero también es usado como medio de transporte dentro del centro de Helsinki. Según estadísticas de HKL, el número total de pasajeros supera los 62 millones anualmente.

## Historia

### 1955-1967: Plan de tren ligero

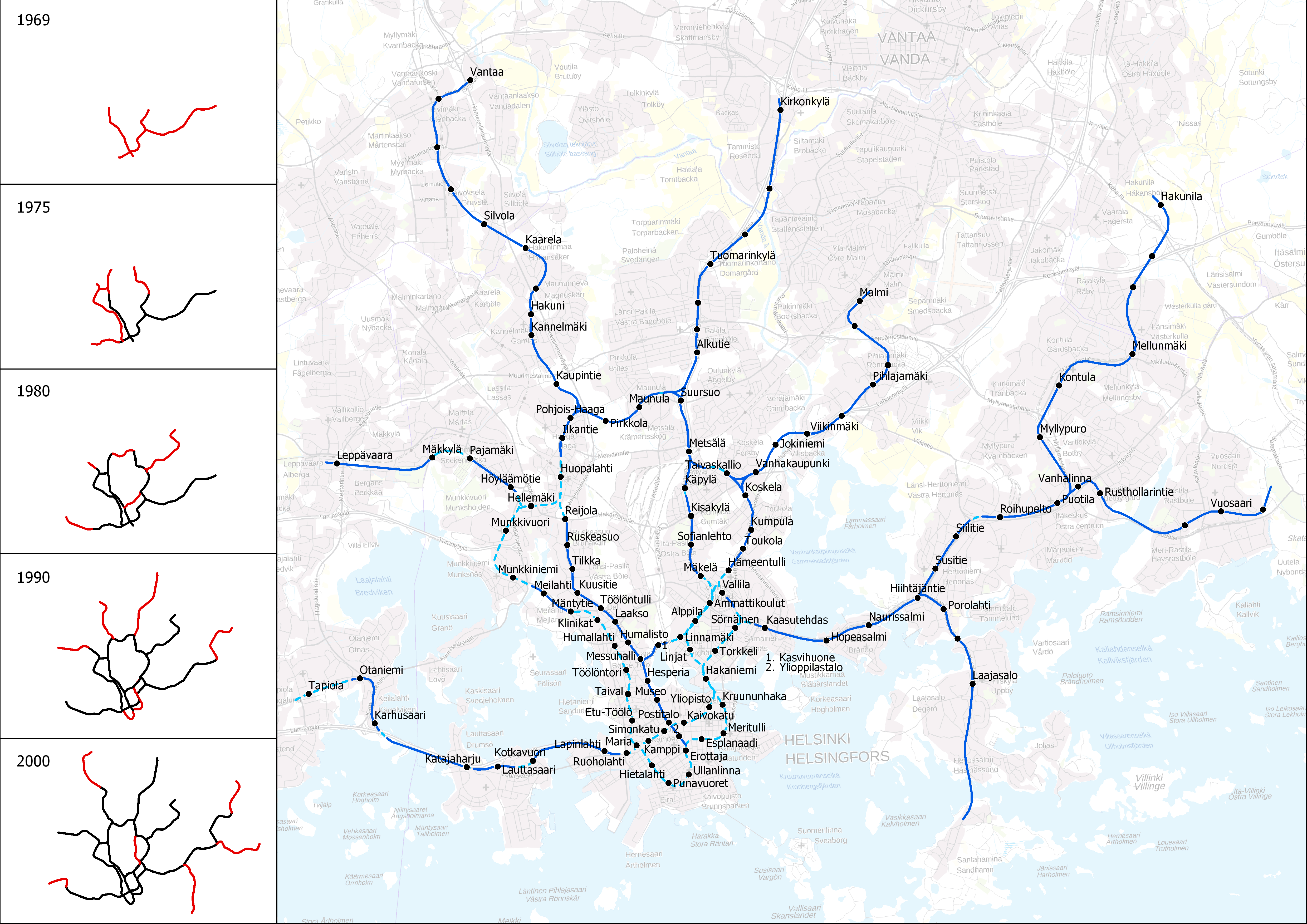
Propuesta de un sistema de metro en Helsinki para la Comisión Metro de 1963.
tramos superficiales
tramos subterráneos
A la izquierda, propuesta de proceso de ampliación de la red.

La idea inicial sobre la construcción de un sistema de tren metropolitano en Helsinki surgió en septiembre de 1955. Un comité comenzó a trabajar en la recolecta de fondos, y una primera parte del sistema fue abonada en marzo de 1963. El sistema sugerido tenía una longitud total de 86,5 km, y un total de 108 estaciones. Este proyecto fue rechazado debido a que era muy caro y la asamblea de la ciudad decidió solo construir una línea, de Kamppi a Puotila en el este de la ciudad.

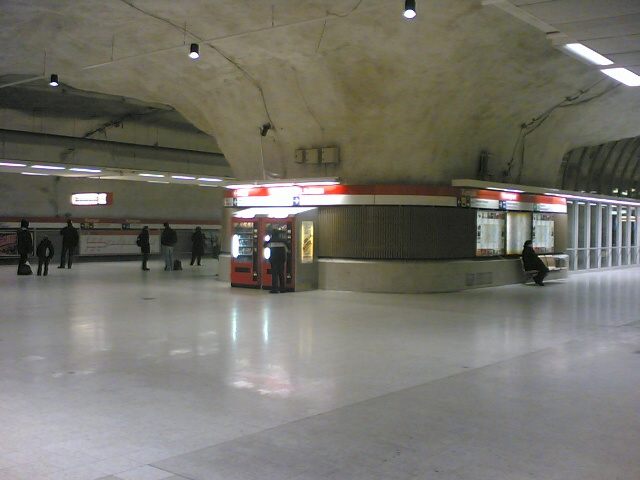
Una plataforma en la estación de Kamppi

### 1967-1969: Plan de metro pesado

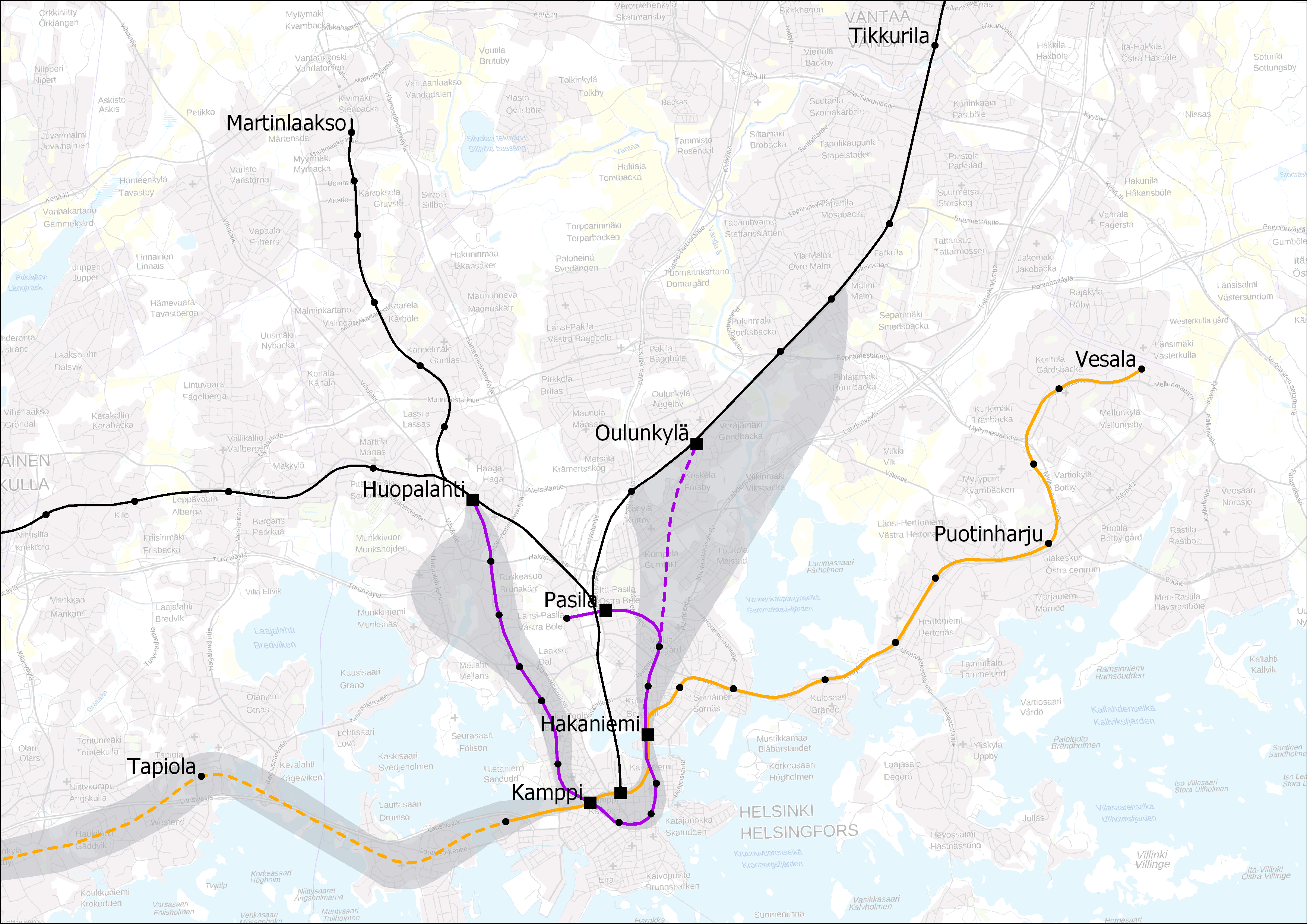
Propuesta para la red de líneas de metro en Helsinki en la Oficina del Metro de 1971. Naranja = primera línea de metro.
Púrpura = línea de metro en U
Blanco = ferrocarril
Lineas segmentadas = reservaciones
Área gris = área de tolerancia
Mapa base de 2018.

El 7 de mayo de 1969 se comenzó a construir la primera parte del sistema de metro, y se esperaba que ésta terminara antes de 1977. Una pista de pruebas de la estación de Roihupelto a Herttoniemi fue terminada en 1971. De cualquier modo, surgieron muchos problemas en las etapas de prueba como corrupción y fallas en la construcción de los vagones. De esta forma el sistema no se abrió hasta 1982, con 5 años de retraso.[cita requerida]
En el metro de Helsinki se instalan las escaleras mecánicas soviéticas (hechas por la fábrica "Ленподъёмтрансмаш" en Leningrado).
El 1 de junio de 1982, los recorridos de prueba fueron abiertos al público en general, pero oficialmente el sistema no fue abierto hasta el 2 de agosto de 1987, 27 años después de que la asamblea de la ciudad considerara por primera vez construir un metro. El sistema original tenía solo 6 estaciones entre la Estación Central de Ferrocarriles e Itäkeskus, pero se ha expandido al agregarle 10 estaciones adicionales, incluyendo un ramal desde Itäkeskus.

### Expansión de la Red
- 1971: Herttoniemi – Roihupelto (pista de prueba)
- 1 de junio de 1982: Hakaniemi – Itäkeskus (servicio en horas punta)
- 1 de julio de 1982: Estación Central de Ferrocarriles – Hakaniemi
- 2 de agosto de 1982: Ceremonia Oficial de Apertura
- 1 de marzo de 1983: Kamppi – Estación Central de Ferrocarriles
- 1 de septiembre de 1984: Se abre la estación Sörnäinem
- 21 de octubre de 1986: Itäkeskus – Kontula
- 1 de septiembre de 1989: Kontula – Mellunmäki
- 16 de agosto de 1993: Ruoholahti – Kamppi
- 1 de marzo de 1995: Se abre la estación Kaisaniemi
- 31 de agosto de 1998: Itäkeskus – Vuosaari

La nueva Estación Kalasatama entre Sörnäinen y Kulosaari se inauguró en 2006.

## Red
El Metro de Helsinki tiene actualmente 17 estaciones. Las estaciones están localizadas a lo largo de una línea que va desde el centro de la ciudad hacia los suburbios del este. Las 6 estaciones en el centro de Helsinki son subterráneas, mientras que las 11 restantes están en superficie. 
Los trenes del metro usualmente pasan cada 4 o 5 minutos, alternando entre los ramales de Mellunmäki (norte) y Vuosaari (este). El metro se detiene en cada estación, y los nombres de las estaciones son anunciados tanto en finlandés como en sueco (con las excepciones de la Central Railway Station, que también se anuncia en inglés, y Kaisaniemi que es igual en sueco y finlandés)

### Lista de Estaciones
Ruoholahti - Itäkeskus:
- Ruoholahti (Gräsviken)
- Kamppi (Kampen)
- Central Railway Station (Rautatientori / Järnvägstorget)
- Kaisaniemi (Kajsaniemi)
- Hakaniemi (Hagnäs)
- Sörnäinen (Sörnäs)
- Kalasatama (Fiskhamnen)
- Kulosaari (Brändö)
- Herttoniemi (Hertonäs)
- Siilitie (Igelkottsvägen)
- Itäkeskus (Östra centrum)

Itäkeskus - Mellunmäki: (ramal norte)
- Itäkeskus (Östra centrum)
- Myllypuro (Kvarnbäcken)
- Kontula (Gårdsbacka)
- Mellunmäki (Mellungsbacka)

Itäkeskus - Vuosaari: (ramal este)
- Itäkeskus (Östra centrum)
- Puotila (Botby gård)
- Rastila (Rastböle)
- Vuosaari (Nordsjö)

### Acceso
El hecho de que la mayoría de las estaciones estén localizadas en la superficie hace al sistema de metro más amigable para pasajeros con problemas de movilidad. No hay escaleras en la mayoría de las estaciones subterráneas, así que el acceso a éstas se realiza a través de escaleras mecánicas o ascensores. Los trenes tampoco tienen escalones, y las plataformas están localizadas siempre al mismo nivel que el piso de los trenes.

### Billetes
Los billetes del metro de Helsinki corren a cargo de HKL, como las otras formas de transporte en la ciudad. Un billete sencillo puede ser comprado en máquinas expendedoras, o bien por SMS. Un billete sencillo se puede utilizar en cualquier otro medio de transporte dentro de la ciudad, y es válido una hora. Para el 2006, un billete de metro cuesta 2 euros. Como curiosidad, en las estaciones no hay validadoras, por lo que no hay ningún tipo de impedimento mecánico que impida a nadie acceder sin ticket. Eso sí, el número de revisores ha ido en aumento en los últimos años, así como la cuantía de las multas. 

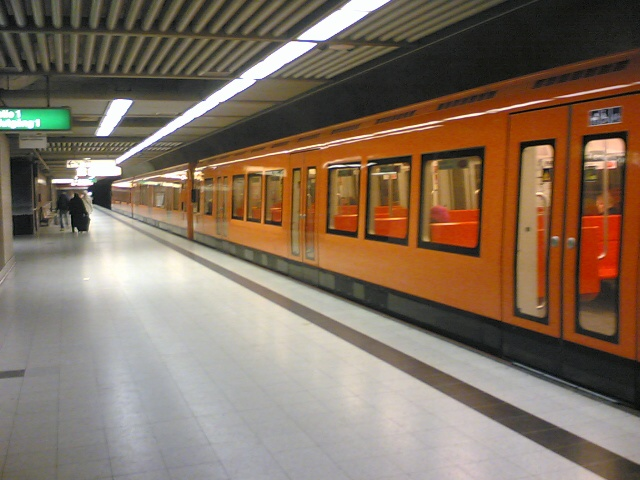
Un tren del modelo M200.

El más reciente modelo M300.

## Coches
Actualmente hay 3 diferentes modelos de trenes en servicio. El M100, construido en los 1980's por Strömberg el M200, construido por Bombardier que entró en servicio en desde 2001 y finalmente, el M300 construido entre 2014 y 2016 por Construcciones y Auxiliar de Ferrocarriles en España y usados desde 2019. Aunque el sistema de metro fue construido en los 1970's y 1980's, es relativamente nuevo con respecto a otros metros del mundo. La velocidad normal del metro es de 70 km/h dentro de los túneles, y de 80 km/h en el tramo en superficie del recorrido. La electricidad con la que funciona el metro es de 750 voltios de corriente continua, y es administrada a través de un tercer carril de las vías.

## Proyecto de expansión
El metro de Helsinki ha tenido problemas para expandirse en los últimos años, a causa de las diferencias entre las distintas administraciones. El proyecto actual pretende por un lado, ampliar la red de metro hasta el aeropuerto con un ramal que partiría desde Pasila (Böle), donde terminaría la futura línea 2, y que lograría convertir a la estación de este distrito en el principal intercambiador de la ciudad. Otro proyecto, sería el de lograr ampliar la línea 1 hasta la localidad vecina de Espoo pero las disidencias económicas habidas entre el ayuntamiento de esta ciudad y la sociedad encargada de la ampliación del metro, parece que culminarán con un importante retraso en los planes de expansión.

## Estadísticas
De acuerdo con HKL, en su reporte anual para el 2005, el sistema de metro tuvo un total de 55,1 millones de pasajeros, los cuales viajaron un total de 404,1 millones de kilómetros. 
El metro es el sistema de transporte público más barato de Helsinki, con un coste promedio de 0,032 euros/km/pasajero.